# Phúc Khoa
Phúc Khoa  là xã thuộc huyện Tân Uyên, tỉnh Lai Châu, Việt Nam.

## Địa giới hành chính
Đông giáp tỉnh Lào Cai; Tây giáp xã Mường Khoa, huyện Tân Uyên và xã Bản Bo, huyện Tam Đường, tỉnh Lai Châu; Nam giáp thị trấn Tân Uyên, huyện Tân Uyên; Bắc giáp xã Bản Bo, huyện Tam Đường, tỉnh Lai Châu và xã San Sả Hồ, huyện Sa Pa, tỉnh Lào Cai.

## Lịch sử hành chính
Xã Phúc Khoa được thành lập năm 2006 trên cơ sở điều chỉnh 8.309,09 ha diện tích tự nhiên và 3.749 người của xã Mường Khoa.
Tháng 10 năm 2008, xã Phúc Khoa chuyển từ huyện Than Uyên về huyện Tân Uyên mới thành lập.